# Сантьяго-де-Куба (провинция)
Сантья́го-де-Ку́ба (исп. Provincia de Santiago de Cuba) — провинция в Республике Куба, расположенная на юго-востоке острова Куба. Площадь провинции — 6234,2 км²; население провинции в 2010 году было 1.047.015 человек.
Административный центр провинции — город Сантьяго-де-Куба.

## Муниципалитеты
Административно провинция разделена на 9 муниципалитетов.
1. Контрамаестре (Contramaestre);
2. Гуама (Guamá);
3. Мелья (Mella);
4. Пальма Сориано (Palma Soriano);
5. Сан-Луис (San Luis);
6. Сантьяго-де-Куба (Santiago de Cuba);
7. Сегундо Френте (Segundo Frente);
8. Сонго — Ла-Майя (Songo — La Maya);
9. Терсер Френте (Tercer Frente).

## Интересные факты
В Санкт-Петербурге существует улица, имеющая название «Сантьяго-де-Куба».